# برايان ماكسويل
برايان ماكسويل هو منافس ألعاب قوى كندي، ولد في 14 مارس 1953 في لندن في المملكة المتحدة، وتوفي في 19 مارس 2004 في سان أنسيلمو في الولايات المتحدة.

## وصلات خارجية
- برايان ماكسويل على موقع اتحاد ألعاب الكومنولث (مؤرشف) (الإنجليزية)

- برايان ماكسويل على موقع إن إن دي بي (الإنجليزية)